# Nordgermanischer Personenname
Ein nordgermanischer Personenname kann aus Vornamen, Vatersnamen oder Nachnamen bestehen.
Der Begriff nordgermanisch bezieht sich dabei auf die skandinavischen Sprachen einschließlich isländischer Namen.

## Rufnamen

### Traditionelle Rufnamen

#### Zweigliedrige Rufnamen
Die alten nordgermanischen Rufnamen waren häufig zweigliedrig.
Das heißt, dass der Name aus zwei Teilen bestand, wobei jedes Glied ein Substantiv oder Adjektiv war.
Diesen Brauch gab es nicht nur bei den alten Nordgermanen, sondern auch bei den Goten, den alten Westgermanen, Griechen, Slawen und Kelten.
Häufige altnordische Namensglieder enthielten Götternamen oder Bezeichnungen für höhere Mächte.
Beispiele (in altwestnordischer Form):
- Ás- (von áss, „Gott“, siehe auch Åsa und Ase)
- Guð- (von guð, „Gott“)
- Ragn-
- Þór- (vom Namen des Gottes Þórr, „Thor“)
- Frey- (vom Namen der Göttin Freyja)[1]

Diese Namensglieder wurde oft kombiniert mit Wörtern, die „Beschützer“ oder „beschützt“ bedeuteten, wie -mundr, -bjǫrg und -gerðr. 
Beispiele: Ásmundr (Männername), Ásbjǫrg (Frauenname) 
Weitere nordgermanische Namensglieder verweisen auf den Krieg, in Männernamen und in Frauennamen.
Beispiele für Namensglieder:
- Gunn- (gunnr „Kampf“)
- Víg- (víg „Kampf“)
- -hild (hildr „Kampf“)
- Sig- (sigr „Sieg“)
- Geir- und -geirr (geirr „Speer“)
- Hjǫr- (hjǫrr „Schwert“)
- -brandr (brandr „Schwert“)
- Odd- (oddr „Pfeil“)[1]

In den gleichen Bereich verweisen Namensglieder wie
- -ríkr („mächtig“)
- -marr („berühmt“)
- -valdr („Herrscher“)[1]

Einige Namensglieder sind von Tiernamen abgeleitet:
- -bjǫrn- („Bär“)
- -ulf- („Wolf“)
- -arn- („Adler“)
- -rafn- („Rabe“)[1]

Beispiele für zweigliedrige Rufnamen: Gunnhildr (F), Hildigunnr (F), Arnulfr (M), Oddbjǫrn (M), Þórgerðr (F), Þórvaldr (M), 

#### Eingliedrige Rufnamen
Neben den zweigliedrigen gab es auch eingliedrige Rufnamen.
Beispiele: Dagr, Finnr, Jarl, Karl, Steinn, Sveinn, Ulfr.  Diese eingliedrigen Rufnamen konnten auch als Namensglied von zweigliedrigen Rufnamen verwendet werden, wie z. B. in Dagfinnr (M), Steinhildr (F), Þórsteinn (M).

#### Bedeutung der Rufnamen
Nur wenige der traditionellen altnordischen Rufnamen haben eine Bedeutung oder können übersetzt werden.
In einigen Fällen kann man bei einem Rufnamen eine Bedeutung feststellen, wie z. B. bei Gunnarr (rekonstruierte urnordische Form *Gunþa-harjaR), was in etwa „verheerend im Kampf“ bedeutet.
Allerdings sind die meisten Namen mechanisch aus Einzelteilen zusammengesetzt und ohne eine wirkliche Bedeutung.
Es hat also keinen Sinn, nach der Bedeutung von z. B. Arnviðr zu fragen, das aus Arn- („Adler“) und -viðr („Baum“) zusammengesetzt ist.

#### Namensgebung
Vor der Einführung der christlichen Vornamen gab es mehrere Möglichkeiten, Rufnamen auszuwählen:
- Man bildete zweigliedrige Namen dadurch, dass ein älterer Verwandter einen seiner beiden Namensteile vererbte.

Beispiel: In einer schwedischen Runeninschrift heißt ein Vater Frøystæin, seine beiden Söhne heißen Hastæin und Holmstæin. Hier wurde also der zweite Teil des Namens, -stæin, weitergegeben.
Beispiel: Ein Isländer in der Landnámabók (Buch der Besiedlung Islands) hieß Þórbjörn (mit dem Beinamen Laxakarl), seine Söhne hießen Oddkell, Þórkell und Þórgils. Þórgils hatte eine Tochter namens Oddkatla, die eine Tochter namens Þórkatla hatte. Hier wurden also die Vornamenteile Þór-, Odd- und -kell weitergegeben (-kell ist die männliche Form, -katla die weibliche).
- Eine andere Möglichkeit, Vornamen einer Familie auszuwählen, war der Stabreim (Alliteration). Die Mitglieder einer Familie hatten Vornamen, deren erster Laut ähnlich oder gleich war. Dieser Brauch verschwand allerdings schon in der Wikingerzeit (ca. 800–1050).

Beispiel: Die Brüder Anund und Emund
Beispiel: Warin (Vater) und Wæmoð (Sohn) auf dem Runenstein von Rök aus dem 9. Jahrhundert.
- Eine dritte Möglichkeit war die Benennung nach älteren Verwandten. Dabei wurde der ganze Vorname eines verstorbenen Verwandten wiederverwendet. In christlicher Zeit konnten Kinder auch nach lebenden Verwandten genannt werden.[2]

In späterer Zeit sind in manchen Gegenden von Skandinavien gewisse Namensgebungsregeln entstanden.
Diese Regeln sahen z. B. vor, dass der älteste Sohn den Vornamen des Großvaters väterlicherseits bekam und der zweitälteste Sohn den Vornamen des Großvaters mütterlicherseits.
Meistens galt diese Regel nur, wenn der ursprüngliche Namensträger (also der Großvater) schon gestorben war.
Die übrigen Söhne bekamen die Vornamen von weiteren verstorbenen Verwandten.
Für die Töchter galt eine ähnliche Regel; sie bekamen die Vornamen von ihren Großmüttern.
In anderen Gegenden in Skandinavien, in Norwegen, lautete die Regel, dass der älteste Sohn den Vornamen des Vaters bekam.
Diese Namensgebungsregeln führten dazu, dass nur wenig Vornamen in Frage kamen und die Anzahl der verwendeten Vornamen abnahm.
Bei der schwedischen Landbevölkerung war diese Erbnamensitte bis ins 19. Jahrhundert in Gebrauch.

### Keltische Rufnamen
In der altnordischen Zeit waren Vornamen fast immer einheimisch.
In Island wurden einige Vornamen verwendet, die aus dem Keltischen entlehnt waren, da viele norwegische Kolonisten in Island nicht direkt aus Norwegen kamen, sondern aus Schottland und Irland (siehe auch Geschichte Irlands (800–1536)).
Beispiele:
- Kjartan
- Kodrán
- Kormákr
- Njáll
- Brigitta[3]

### Beinamen
In altnordischer Zeit hatten manche Skandinavier neben dem Vornamen und dem Vatersnamen auch einen Beinamen, der auf Eigenschaften oder Taten des Trägers verwies. Diese Beinamen konnten zu Vornamen werden.
Beispiele:
- Der Isländer Snorri goði (963 bis 1031) bekam als Kind den Vornamen Þórgrímr, nach seinem Vater, der vor der Geburt des Kindes gestorben war. Er erhielt aber den Beinamen Snerrir und später den Beinamen Snorri, unter dem er bekannt wurde.
- Um das Jahr 1000 lebte ein Isländer namens Þorðr kǫttr („Þorðr Katze“). Sein Sohn war ein Skalde und wurde Stúfr hinn blindi Kattarsunr („Stúfr, der Blinde, Sohn von Katze“) genannt. Hier gibt der Vatername (Kattarsunr) also den Beinamen des Vaters wieder, nicht den Vornamen.
- Im späten neunten Jahrhundert gab es, den Erzählungen nach, einen Mann, der von Moster in Hordaland nach Island auswanderte. Ursprünglich hieß er Hrolfr, wurde aber später Þórolfr genannt, weil der den nordgermanischen Gott Þórr (Thor) verehrte.[4]

### Christliche Vornamen
In der Zeit der Reformation waren die alten einheimischen oder heidnischen Vornamen in Skandinavien nur noch in abgelegenen ländlichen Gebieten und in Island gebräuchlich.
Vorherrschend waren die Vornamen mit christlicher Herkunft, also Namen von biblischen Personen oder von Heiligen.
Die christlichen Vornamen waren dabei an die einheimischen Sprachen jener Zeit angepasst worden.
Beispiele für Männernamen:
- Anders, Andres (= Andreas)
- Kristen, Krister (= Christian)
- Johan, Jon, Jens, Hans (= Johannes)
- Morten (= Martin)
- Niels, Klaus (= Nikolaus)
- Peder, Per (= Peter)

Beispiele für Frauennamen:
- Anne, Ann (= Anna)
- Katrine, Trine, Karen (= Katharina)
- Kerstin, Kristi (= Christina)
- Margret, Margrit, Grete (= Margareta)
- Mari (= Maria)

Alte, nicht-christliche Namen blieben nur dann verbreitet, wenn sie an Könige oder Heilige erinnerten, die diese Namen ebenfalls trugen.
Beispiele dafür sind:
- Ola (norwegisch) und Olof (schwedisch) (= Olav)
- Järker (= Erik)
- Knud (dänisch) (= Knut)[5]

In Norwegen lehnten viele Priester in den Jahrhunderten nach der Reformation die traditionellen norwegischen Vornamen ab, weil sie ihrer Meinung nach zu heidnisch waren.
So schreibt ein Priester in Ulvik (Hardanger) im Jahre 1744, dass sich Priester in der Vergangenheit geweigert haben, Kinder mit heidnischen Namen zu taufen, sodass diese Namen nun ausgestorben sind.

### Niederdeutsche Vornamen
Mit dem niederdeutschen Einfluss in Skandinavien kamen auch niederdeutsche Vornamen in die skandinavischen Sprachen.
Beispiele: Fritz, Gotfried, Karsten, Lennart, Sivert.

### Doppelte Vornamen
Im 16. und im 17. Jahrhundert verbreitete sich in den Königshäusern und im Adel der Brauch, Kindern nicht einen einzigen, sondern zwei Vornamen zu geben.
Zum Beispiel hießen die Kinder von Karl XI. von Schweden: Gustav Adolf, Karl Filip und Maria Elisabeth.
Gegen Ende des 19. Jahrhunderts wurde dieser Brauch von der Landbevölkerung übernommen.

### Nordische Renaissance
Im 17. und 18. Jahrhundert wurde in Skandinavien die altskandinavische Geschichte und Literatur wiederentdeckt.
Das Interesse hierfür hatte ihren Höhepunkt gegen Ende des 19. Jahrhunderts.
Siehe auch Norwegische Nationalromantik.
Vertreter der nordischen Renaissance waren die Schriftsteller Adam Oehlenschläger und Nikolai Grundtvig in Dänemark, Esaias Tegnér und Viktor Rydberg in Schweden sowie Bjørnstjerne Bjørnson und Henrik Ibsen in Norwegen.
Die nordische Renaissance führte zur Verbreitung von alten skandinavischen Vornamen.
Männernamen (Beispiele aus Norwegen):
- Torsten
- Haakon, Håkon
- Fridtjof
- Torbjørn
- Einar
- Harald
- Gunnar
- Sigurd
- Sverre
- Kåre
- Hjalmar

Frauennamen (Beispiele aus Norwegen):
- Dagny
- Signe
- Hallgerd
- Solveig
- Ingeborg
- Synnøve
- Borghild
- Dagmar
- Gudrun
- Helga
- Ingrid
- Ragnhild

Als in Norwegen 1905 der dänische Prinz Carl den Thron bestieg, änderte er seinen Namen in Håkon (Håkon VII. von Norwegen).
Sein Sohn Alexander (der Kronprinz wurde), änderte seinen Namen in Olav (der spätere König Olav V. von Norwegen).
Die altskandinavischen Namen, die aus der Literatur stammten, hatten in etwa eine altnordische Form.
Einige dieser Namen waren aber in manchen ländlichen Gebieten von Norwegen seit altnordischer Zeit in Gebrauch geblieben.
Dabei hatten die Namen die Veränderungen der Sprachen mitgemacht und sich lautlich verändert.
So gibt es heute manche altnordische Namen in zwei Formen: in einer literarisch-altnordischen Form und in einer volkssprachlichen Form.
Beispiele (erst die literarische Variante, dann die volkssprachliche norwegische):
- Olav – Ola, Ole
- Sigrid – Siri
- Gudrun – Guro
- Gudrid – Guri
- Torgeir – Tarje

Die literarischen Varianten der altnordischen Vornamen waren aber nur angelehnt an die altnordischen Vornamen, sie waren nicht identisch mit ihnen.
So stammen die modernen norwegischen Vornamen Olav und Gudrun von den altnordischen Vornamen Ólafr beziehungsweise Guðrún.
Bei der Übernahme in die norwegische schriftliche Form gab es folgende Vereinfachungen:
- die Akzentzeichen auf den Vokalen wurden weggelassen
- die altnordischen Zeichen þ/Þ und ð/Ð wurden durch T bzw. D ersetzt
- die Nominativ-Endung -r wurde weggelassen

Nach 1900 wurden in Norwegen auch die nicht-literarischen (also die volkssprachlichen) alten skandinavischen Vornamen beliebter.
Beispiele:
- Kjell
- Ture
- Åke
- Jorunn
- Randi

### 20. Jahrhundert
Im 20. Jahrhundert kamen über die Massenmedien viele ausländische Namen nach Skandinavien.
Im Jahre 1920 waren die fünf häufigsten Frauennamen in Schweden: Karin, Margrit, Brita, Greta und Ingrid.
Im Jahre 1950 waren die häufigsten Männernamen an der Universität Uppsala: Erik, Lars, Per, Anders und Olof.
Die nachlassende Bindung an die Kirchen führte dazu, dass verstärkt Kosenamen und Verkleinerungsformen (Diminutive) offizielle Taufnamen wurden, z. B. Bibi, Gitte, Dudde, Gunna, Lolo, Jytte, Tessa.

## Nachnamen

### Frühe Neuzeit
Im Mittelalter waren feste, vererbbare Nachnamen in Skandinavien noch selten.
Im Jahre 1526 befahl der dänische König Frederik I., dass der dänische Adel feste, vererbbare Nachnamen annehmen sollte.
Im Jahre 1626 gab es einen ähnlichen Befehl vom schwedischen König Gustav Adolf für den schwedischen Adel.
Die meisten Nachnamen, die dabei entstanden, waren eine Art Wappenschild, z. B. die dänischen Nachnamen Rosenkrans (auf Deutsch „Rosenkranz“) und Gyldenstierne (auf Deutsch „Goldstern“).
Wenn z. B. eine adelige Familie in Schweden ein Wappen mit einer Lilie und einem Habicht besaß, konnte sie sich den Nachnamen Liliehöök („Lilienhabicht“) geben.
Eine andere Familie in Schweden hieß Krook, „Haken“, nach dem Ort Kroksbygd in Småland; als die Familie adelig wurde, nannte sie sich Gyllenkrook („Goldhaken“).
Andere dieser Nachnamen enthielten Verweise auf Orte, z. B. Ehrenborg oder Stråle af Sjöared.
Nach ca. 1700 wurden unter Einfluss des Adels in der bürgerlichen Oberschicht Nachnamen häufiger.

### Gelehrte Nachnamen
Akademiker, vor allem der Klerus, nahmen lateinische Namen an, auch anderswo in Europa, z. B. Olaus Petri statt Olof Petersson („Olof, Sohn von Peter“).
Im 17. Jahrhundert wurden einige dieser Namen zu Nachnamen.
Beispiele:
- Arctander („Mann aus dem Norden“, Nachname einer Familie aus Nordnorwegen)
- Bartholin – „Bertelsen“
- Fabritius („Schmied“)
- Pontoppidan („Brückenstadt“, Übersetzung des dänischen Ortsnamens Broby)
- Celsius („Hügel“)
- Molander („Sohn des Müllers“)
- Nobelius (abgeleitet vom schwedischen Ortsnamen Nöbbelöv)[5]

Siehe auch Familienname, Abschnitt Humanistennamen.

### Abnahme von lateinischen Endungen in Schweden
Im 18. Jahrhundert wurden die gelehrten Nachnamen seltener, besonders nach der sehr populären Satire von Ludvig Holberg Erasmus Montanus (1722; Uraufführung; Kopenhagen 1747).
Hauptperson dieser Satire ist der dänische Bauernsohn Rasmus Berg, der sich nach seinem Studium Erasmus Montanus nennt.
Diese Satire nimmt unter anderem seine lateinischen Floskeln und seine scholastische Rhetorik aufs Korn.
Im 18. Jahrhundert ließ man in Schweden die lateinischen Endungen von Nachnamen oft wegfallen, sodass diese Nachnamen eine französische Form erhielten.
Beispiele:
- Nobelius wurde Nobel
- Odelius wurde Odel
- Linnæus wurde Linné
- Dalinus wurde Dalin
- Troilius wurde von Troil[2]

### Naturornamentik in schwedischen Nachnamen
Im 17. Jahrhundert wurden im schwedischen Bürgertum zweiteilige Nachnamen mit Naturmotiven beliebt.
Beispiele:
- Palmgren („Palmenast“)
- Rosenqvist („Rosenzweig“)
- Sjöberg („Meeresfelsen“)
- Lindström („Lindenstrom“)
- Strindberg („Berg bei Strinne“, nach einem schwedischen Ort Strinne)[5]

### Handwerksnamen als Nachnamen
Namen von Handwerksberufen wurden in Skandinavien nur selten als Nachnamen verwendet.
Die wenigen Beispiele, die es gibt, sind ausländischen Ursprungs:
- Møller („Müller“)
- Smith („Schmied“)
- Bøtker („Böttcher, Küfer“)[5]

### Nachnamen werden Pflicht
Im Jahre 1771 wurde in Schleswig ein Gesetz erlassen, nach dem alle Einwohner Nachnamen haben sollten.
Dieses Gesetz wurde 1828 auf das ganze dänische Königreich ausgedehnt, stieß aber auf Widerstand.
In Norwegen und Schweden hatte die Landbevölkerung bis ins späte 19. Jahrhundert noch keine Nachnamen angenommen.

### Hofnamen als Nachnamen
In manchen Gegenden von Skandinavien, besonders in Norwegen, Dalarna (Schweden) und Österbotten (Finnland), gab es den Brauch, den Namen seines Bauernhofes als Nachnamen zu verwenden.

### Vatersnamen als Nachnamen
Wenn Menschen gezwungen waren, einen Nachnamen anzunehmen (z. B. weil sie nach Amerika auswanderten), dann wählten sie oft den Vatersnamen.
Er hatte im Dänischen eine Endung auf -sen und im Schwedischen auf -son (z. B. Pedersen bzw. Petersson; „Sohn von Peter“).
Diese Art von Nachnamen führte zu einer geringen Vielfalt an Nachnamen, weil auch die zu Grunde liegenden Männernamen nicht sehr vielfältig waren (siehe oben, Abschnitt Namensgebung).
So hatte im 19. Jahrhundert einer von drei Dänen einen Nachnamen mit -sen am Ende. 
Im Jahre 1958 hatten zwei von fünf Schweden einen Nachnamen mit -son am Ende.
Der häufigste schwedische Nachname war 1958 der Nachname Andersson: von ca. 7 Millionen Schweden hatten ca. 380.000 (ca. 5 %) diesen Nachnamen.
In Schweden waren die häufigsten Nachnamen:
1. Andersson (von Anders, „Andreas“)
2. Johansson (von Johan, „Johannes“)
3. Karlsson (von Karl)
4. Nilsson (von Nils, „Nikolaus“)
5. Eriksson (von Erik)
6. Larsson (von Lars, „Laurentius“)
7. Olsson (von Olof, „Olaf“)
8. Pettersson (von Petter, „Peter“)
9. Svensson (von Sven)
10. Persson (von Per, „Peter“)

Hinter den Nachnamen stehen in Klammern die Vornamen, von denen diese Nachnamen abgeleitet sind, mitsamt einer deutschen Entsprechung.

### Schwedisches Namensgesetz von 1963
Im Jahre 1963 wurde in Schweden ein Namensgesetz erlassen, das zu einer größeren Vielfalt an Nachnamen führen sollte.
Wer einen Nachnamen hatte, der leicht mit anderen Nachnamen verwechselt werden konnte, durfte seinen Nachnamen ändern.
Dabei durfte man keine bereits bestehenden Nachnamen verwenden.

### Ausnahme Island
Im späten 19. Jahrhundert sprach sich die isländische Unabhängigkeitsbewegung dafür aus, die traditionelle Namensgebung beizubehalten (siehe auch Geschichte Islands).
In dieser Namensgebungstradition gab es keine Nachnamen, sondern nur Vornamen und Vatersnamen.
Beispiele: Helga Ólafsdóttir („Helga, Tochter von Ólafur“) und Hallbjörn Vilmundarson („Hallbjörn, Sohn von Vilmundur“).
Einige Isländer hatten bereits Nachnamen, die ursprünglich Vatersnamen oder Ortsnamen gewesen waren.
Im Jahre 1924 erließ das isländische Parlament, das Alþingi, ein Gesetz, das das Annehmen von neuen Nachnamen verbot.
Wer bereits Nachnamen hatte, wurde in diesem Gesetz aufgefordert, den Nachnamen abzulegen.